# Micralictoides grossus
Micralictoides grossus là một loài Hymenoptera trong họ Halictidae. Loài này được Bohart & Griswold mô tả khoa học năm 1987.